# 肯德爾 (堪薩斯州)
肯德爾（英語：Kendall）是位於美國堪薩斯州漢密爾頓縣的一個非建制地區。該地的面積和人口皆未知。

## 地理
肯德爾所處的海拔為高於海平面960米（即3140英呎），而該地所採用的時區為UTC-7，即北美山地時區（MST）。同時該地設有夏令時間，為UTC-7調快一小時，即UTC-6（MDT）。